# Constitution de Carthage
Vous lisez un « bon article » labellisé en 2011.
Sauf précision contraire, les dates de cet article sont sous-entendues « avant l'ère commune », c'est-à-dire « avant Jésus-Christ ».

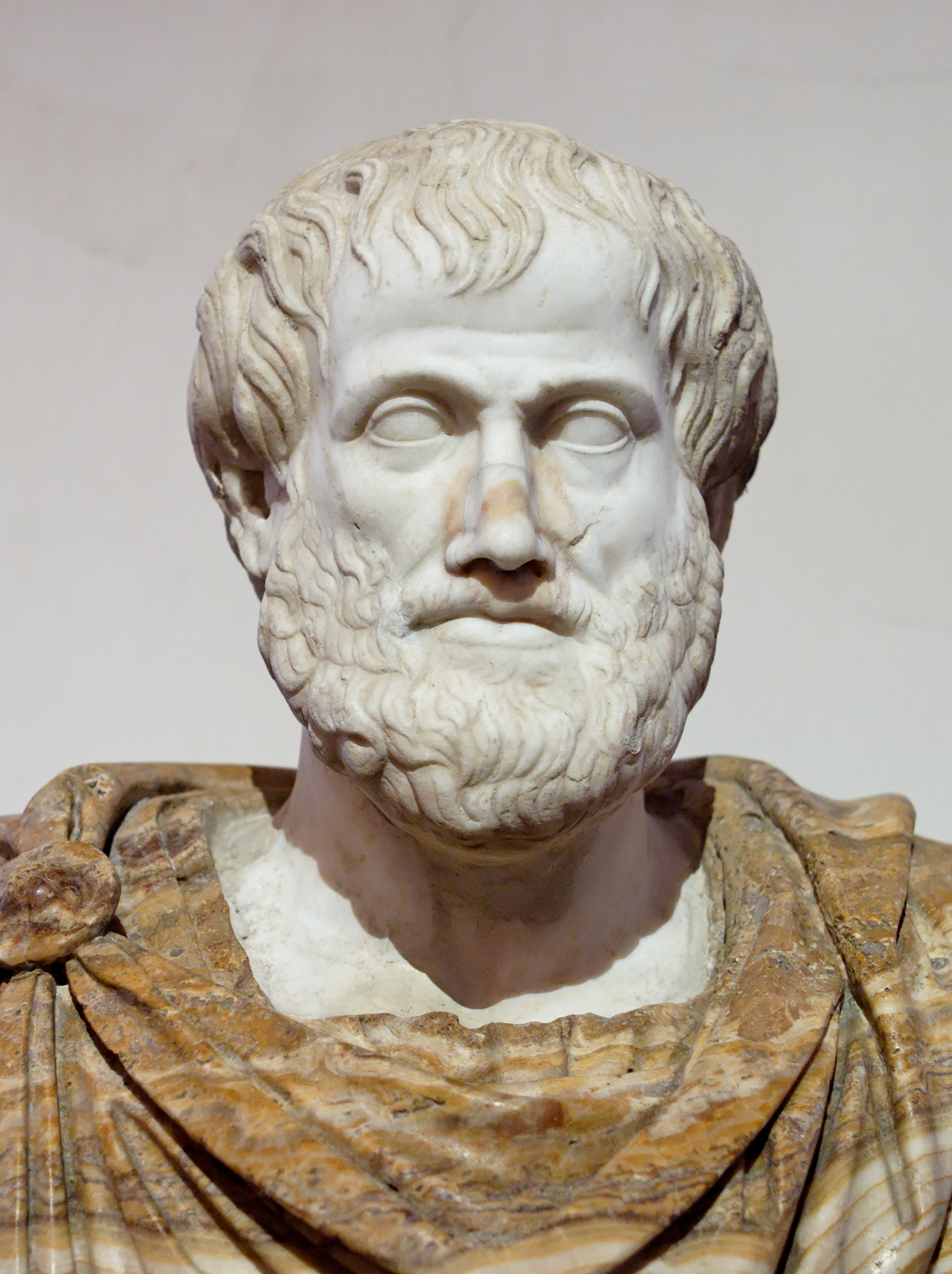
Buste du philosophe Aristote, source essentielle de connaissances et d'interrogations sur les institutions de la Carthage punique, copie romaine d'après un original de Lysippe, musée Altemps, Rome.

La constitution de Carthage est le régime politique de la cité à l'époque punique.
Le régime politique de Carthage a fait l'objet de vastes débats en raison de sa longue évocation par Aristote dans son ouvrage La Politique, parallèlement aux institutions de Sparte et de Crète. Ce texte, unique exemple de l'époque à évoquer in extenso des institutions politiques non grecques, a suscité de nombreuses polémiques entre historiens, polémiques qui se sont atténuées de nos jours.
L'organisation politique de Carthage était louée par de nombreux auteurs antiques qui mettaient en avant sa « réputation d'excellence ». Si peu de détails sont connus sur le gouvernement de la grande cité, on dispose néanmoins du précieux texte d'Aristote : ce dernier la dépeint comme un modèle de constitution « mixte », équilibrée et présentant les meilleures caractéristiques des divers types de régimes politiques, c'est-à-dire mêlant des éléments des systèmes monarchique (rois ou suffètes), aristocratique (Sénat) et démocratique (assemblée du peuple).
Les sources sont très limitées et la plupart du temps partiales, car parfois issues d'auteurs romains ou grecs ; de ce fait, elles ont rendu la conclusion du débat difficile. De plus, le contexte culturel et la terminologie utilisée ne sont pas conformes au contexte politique oriental. En outre, le texte d'Aristote semble décrire des institutions politiques statiques, ne tenant aucunement compte des évolutions liées aux conflits de l'histoire de Carthage, dont les guerres siciliennes, antérieures au texte ; on ne dispose pas non plus d'informations sur les changements liés à la période des guerres puniques et de la guerre des mercenaires entre autres. Le texte d'Aristote a donc alimenté un vif débat, certains historiens dont Stéphane Gsell le considérant comme une description tardive,. Les chercheurs privilégient désormais une évolution des institutions au cours de l'histoire.
En dépit des insuffisances de l'information dont on dispose sur Carthage, les données sont beaucoup plus importantes que pour les autres cités puniques.

## Historiographie sommaire de la question
La question de la constitution de Carthage a longtemps consisté dans le débat sur la royauté à Carthage. Les auteurs classiques considéraient qu'une monarchie avait existé dans la cité et, encore au début du XXe siècle, Karl Julius Beloch a âprement défendu la thèse de l'existence des rois de Carthage. Les suffètes de la ville sont en effet dénommés « rois » dans les sources classiques. Celles-ci utilisent une terminologie qui est propre à leur contexte politique et ne pouvaient donner qu'une vision approximative des institutions puniques.
L'un des arguments essentiels en faveur des rois était l'existence avérée de monarchies phéniciennes qui cumulaient pouvoir politique et religieux, comme au Ve siècle av. J.-C. (sarcophage d'Eshmounazor). Un grand débat a également été de savoir si les Barcides ont instauré un royaume en Espagne lors de leurs conquêtes sur les populations ibères. Si Hédi Dridi reconnaît le principe de succession dans cette famille, il considère qu'aucune preuve concernant la royauté n'est apportée à ce jour, pas même les thèmes utilisés sur le monnayage punique hispanique.
Dès le début du XXe siècle, Stéphane Gsell a émis de sérieux doutes sur la question et évoque la « synonymie des termes basileus, rex et sufes ». Le dossier a été repris par Gilbert Charles-Picard qui l'a poussé très loin en cherchant à élaborer une histoire intérieure de Carthage à partir des règnes présumés de rois identifiés pour le VIe siècle av. J.-C. et le Ve siècle av. J.-C.. Cependant, le même auteur a largement remis en cause ses propres affirmations à la fin de sa vie. Il n'en reste pas moins que Carthage a connu des tentatives de coup d'État, comme celle de Malchus au VIe siècle av. J.-C. et de Bomilcar au moment de l'attaque d'Agathocle de Syracuse (IVe siècle av. J.-C.). La plupart des spécialistes actuels s'accorde pour considérer que le régime politique carthaginois ne peut être assimilé à une monarchie.

## Évolution institutionnelle?

Zones d'influence en Méditerranée occidentale en 279 av. J.-C., apogée de l'influence de Carthage.

Les institutions politiques de Carthage n'ont pu rester statiques pendant toute la durée de l'existence de la cité et il est difficile de penser que les aléas de l'histoire, faite d'expansions et de reflux, aient été sans conséquence. Le choix d'exposer les institutions de Carthage dans l'ouvrage d'Aristote est peut-être lié à la volonté d'Aristote de présenter des archaïsmes et, à tout le moins, constitue un tableau des institutions de la cité dans la seconde moitié du IVe siècle av. J.-C..
La constitution est vue comme mixte avec un pouvoir exécutif fort, une assemblée délibérante et un haut conseil, marquant un aspect oligarchique et aristocratique, et une assemblée du peuple dotée d'un important rôle d'arbitre. François Decret pense que les premières institutions de la cité ont pris comme modèle celles de la cité-mère, Tyr. La cité punique a étendu son pouvoir en Méditerranée occidentale, en particulier après la conquête de Tyr par les Assyriens au milieu du VIIe siècle av. J.-C. ; elle s'était affranchie du tribut payé aux Africains.
Au milieu du VIe siècle av. J.-C., Malchus, un général ayant combattu en Sicile et en Sardaigne, aurait pris le pouvoir à Carthage et fait exécuter dix sénateurs avant d'être mis à mort pour tyrannie. Selon les partisans de la thèse d'une royauté à Carthage, après la phase monarchique, une évolution institutionnelle importante aurait suivi la chute de Bomilcar en 308 et ce sont ces institutions nouvelles qui auraient fait l'objet de la description d'Aristote, aboutissant à une république aristocratique. Le IVe siècle av. J.-C. à Carthage est un siècle de bouleversements majeurs et la famille des Hannonides prend de l'importance. Aristote signale que Hannon souhaite devenir monarque et donc nuance son propos sur la supposée stabilité institutionnelle de la cité.
L'assemblée du peuple aurait acquis plus de pouvoir à partir du milieu du IIIe siècle av. J.-C., surtout vers 237 après la première guerre punique, donnant ainsi à chaque citoyen davantage d'influence dans la vie politique, selon François Decret, avec une accélération du processus après la bataille de Zama. L'aboutissement en aurait été une prépondérance de la voix du peuple dans les délibérations selon un texte de Polybe. Tite-Live évoque également des tensions en 196 entre Hannibal et un juge chargé de fonctions financières qui aboutissent à un changement de la loi par l'assemblée du peuple, considérant la fonction judiciaire comme annuelle et non reconductible. Cette affaire est le signe d'une certaine démagogie et de la lutte entre Hannibal et le Conseil des Anciens qui obtient son exil.

## Éléments monarchiques: rois ou suffètes?

### «Rois» de Carthage

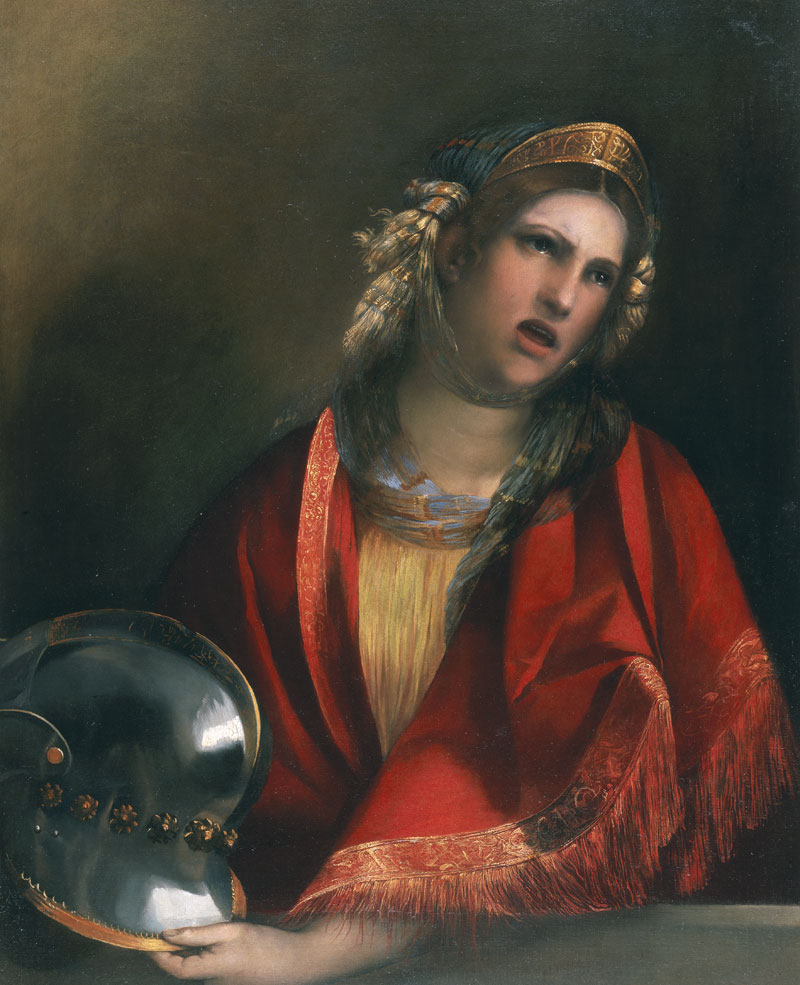
Didone par Dosso Dossi, princesse tyrienne et légendaire fondatrice de Carthage.

Le monde phénico-punique n'ignore pas la monarchie : les cités phéniciennes se sont en effet dotées très tôt d'un roi : des rois sont ainsi connus à Byblos, Sidon ou Tyr. Ceux-ci ne sont cependant pas détenteurs d'un pouvoir absolu : le roi phénicien héréditaire est davantage le premier des citoyens qu'un roi absolu. Il subit des pressions de son entourage (ses conseillers), des plus riches (Conseil) ainsi que celles du peuple (Assemblées). Dans les métropoles, des rois sont en place mais rien n'est certain pour la situation dans les colonies. Autant à Chypre, la présence d'un roi est assurée, autant à Carthage le problème est posé. La légende de la fondation de la ville par Elissa-Didon, considérée comme issue de la famille royale de Tyr, ne prouve pas l'introduction du régime monarchique. Le texte d'Aristote évoque des « rois » (basileis) mais, cette royauté duale n'étant pas un caractère phénicien avéré, cela rend d'autant plus suspecte son évocation. La monarchie spartiate possède pour sa part deux rois.
La théorie de la royauté de Carthage a été âprement défendue et développée par Gilbert Charles-Picard pour les VIe siècle av. J.-C. et Ve siècle av. J.-C., à la suite de Karl Julius Beloch. Elle a été reprise par François Decret. Picard démontre une évolution dans les institutions de Carthage : une monarchie est installée dès la fondation de la cité, avec une dynastie magonide ayant régné selon lui entre 550 et 370, suivie par les Hannonides leur succédant jusqu'en 308. Après cette date, la monarchie aurait seulement été héréditaire. Cependant, cette thèse est refusée par la plupart des historiens dont Maurice Sznycer qui estime que le suffétat d'origine sémitique est la seule institution réelle derrière les termes utilisés par les sources gréco-romaines. Serge Lancel évoque une royauté provisoire pour les débuts de l'histoire de Carthage, un commandement militaire avec pleins pouvoirs confié pour une période donnée et éventuellement renouvelable par une autorité qui n'est pas citée par les sources.
Une partie de l'historiographie a également supposé des ambitions monarchiques, sur le modèle hellénistique, aux Barcides en Espagne, hypothèse également écartée par Maurice Sznycer.

### Suffètes

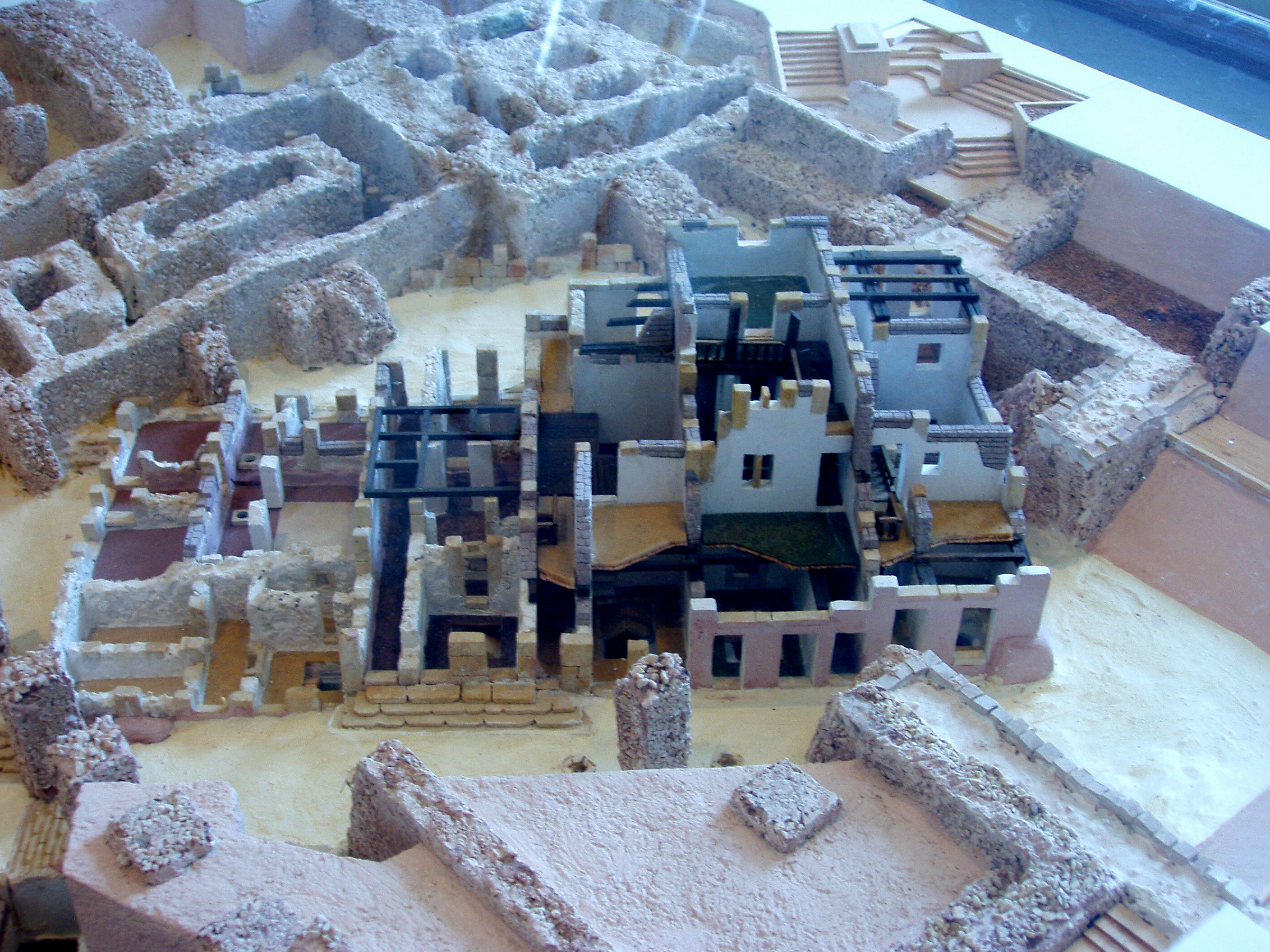
Maquette du quartier punique du flanc sud de Byrsa, supposée œuvre du suffétat d'Hannibal Barca en 197-196, musée national de Carthage.

L'étude de la royauté de Carthage a entraîné l'hypothèse que ceux appelés « rois » sont en fait les « suffètes ». Cette hypothèse est davantage conforme aux traditions orientales et à celles de Tyr : les suffètes ou SPT (shouphet signifiant « juges ») sont comme en Israël des chefs et des gouvernants. S'ils sont chargés de rendre la justice et de gérer l'administration civile, leur charge n'est pas héréditaire. Le gouvernement devait être comparable à celui de Rome, avec un Sénat et deux suffètes élus chaque année mais appelés « rois » par les Romains et les Grecs en raison de leur incapacité à trouver dans leur culture un terme adéquat pour transmettre la réalité punique. Magistrats suprêmes de Carthage, les deux suffètes sont mentionnés implicitement par Cornélius Népos : « De la même manière en effet que Rome se donne des consuls, Carthage créait chaque année deux rois munis de pouvoirs annuels ».
Le suffétat est attesté à la fin du IVe siècle av. J.-C. et au IIIe siècle av. J.-C. mais à Tyr dès le Ve siècle av. J.-C.. On pense que ces suffètes exercent le pouvoir judiciaire, en particulier pour le droit privé et exécutif, mais pas le pouvoir militaire — réservé à des chefs élus séparément chaque année par l'assemblée du peuple et recrutés parmi les grandes familles de la cité — ni le pouvoir religieux. Ils auraient eu le pouvoir politique de convoquer les assemblées et de présider leurs débats.
Le cas d'Hannibal Barca peut être souligné : il est élu suffète après la défaite de Zama, en 196, selon Tite-Live. Cependant Hamilcar, le vaincu d'Himère, est désigné comme basileus du fait de sa valeur militaire.
Le pouvoir des suffètes est vraisemblablement uniquement un pouvoir civil d'administration de la chose publique. Choisis comme tous les magistrats de la cité selon leur richesse et leur compétence, ils ne sont pas rémunérés par ailleurs. M'hamed Hassine Fantar évoque un large éventail de compétences civiles, religieuses et militaires. Selon lui, ils auraient par ailleurs réuni et présidé les assemblées.
C'est à partir du Ve siècle av. J.-C. qu'existent deux suffètes annuels éponymes. Sur la base d'une inscription du Corpus Inscriptionum Semiticarum, une instauration du suffétat au dernier tiers du siècle a été proposée par certains auteurs dont Maria Giulia Amadasi Guzzo. Comme c'est le cas à Rome, des listes rédigées sur des matériaux durables devaient exister mais elles ne nous sont pas parvenues. L'institution a perduré à l'époque romaine avec magistrats municipaux, jusqu'au IIe siècle, tant pour des cités d'Afrique du Nord que de Sardaigne.

## Éléments oligarchiques: Conseil des Anciens et Cent-Quatre
Carthage avait une assemblée désignée par Polybe sous le nom de « Grand Conseil », une assemblée plénière et une assemblée restreinte, le « Conseil des Anciens ». Les membres du Grand Conseil étaient des membres des familles importantes de la ville.

### Conseil des Anciens
Les suffètes sont assistés par un « Conseil des Anciens » ou gérousia que l'on trouve dans d'autres cités, particulièrement à Sparte : les textes évoquent les « Anciens de Carthage » selon une habituelle expression sémitique tout comme à Lepcis Magna. Encore en pleine époque romaine, les « Grands de Lepcis » sont évoqués,,.

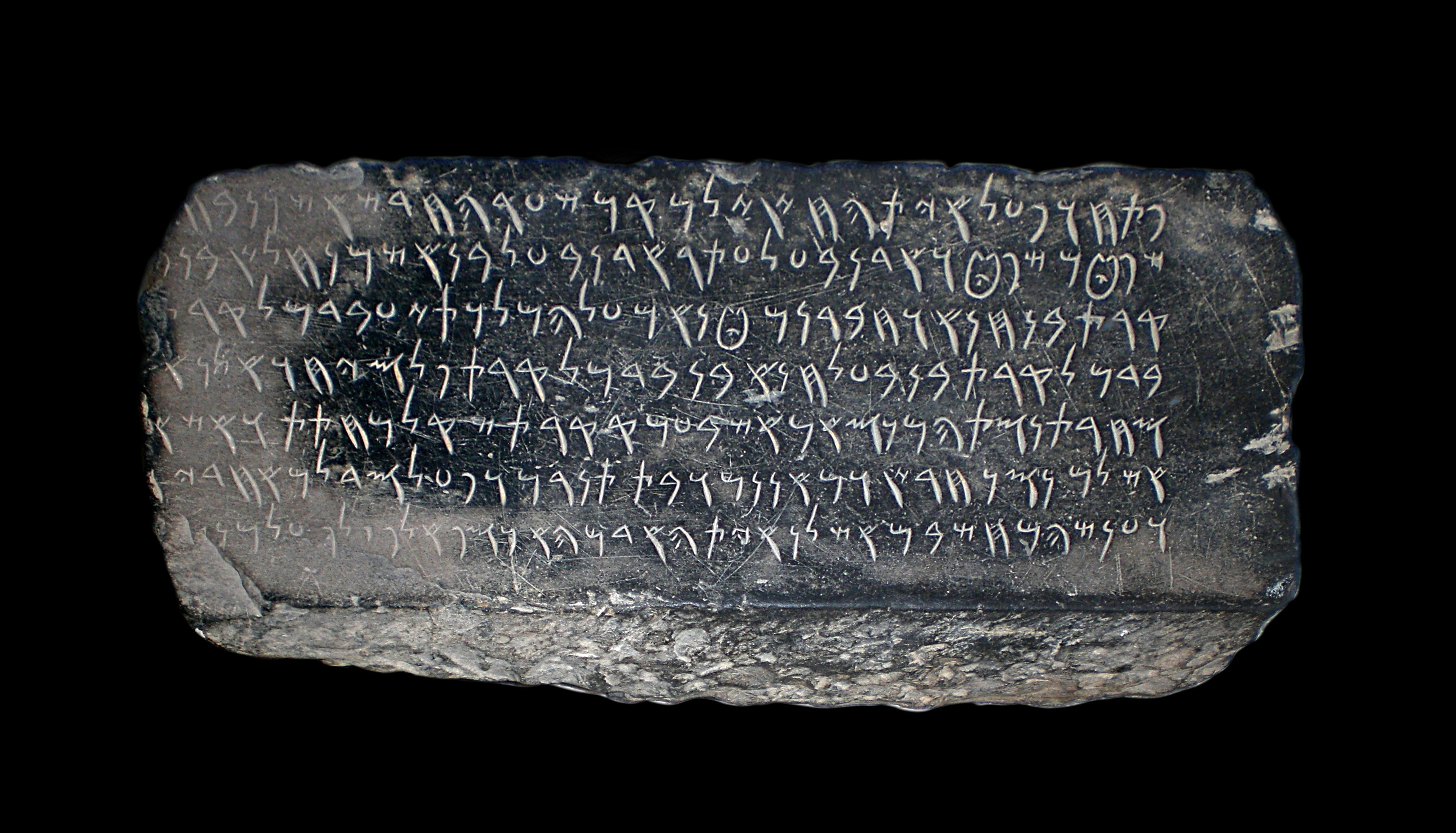
Inscription édilitaire de Carthage au musée national de Carthage, retrouvée hors contexte archéologique donc difficile d'interprétation, mais évoquant des magistrats (av. J.-C.)

Ce Conseil, présent dès le VIe siècle av. J.-C. selon Justin,, a été assimilé au Sénat romain, les membres étant dénommés dans les diverses sources gerontes ou seniores. Les réunions se tenaient non loin de l'agora, place principale de la cité.
Il a peut-être existé dans la cité punique dès ses origines. Cet organe, probablement composé par les membres des familles influentes, a compté sans doute plusieurs centaines de membres, même si leur nombre exact reste inconnu. Au moment de la troisième guerre punique, Polybe évoque 300 otages issus des familles des sénateurs de Carthage. Le mode de transmission de la fonction parmi les familles aristocratiques reste inconnu. De même, cette assemblée se réunissait sans doute dans une bâtisse localisée à proximité de l'agora de la ville ou même dans certains cas dans le temple d'Eshmoun situé sur la colline de Byrsa.
Il a compétence pour toutes les affaires de la cité : questions politiques et administratives, la guerre et la paix, la politique étrangère, l'armée, dont le recrutement de mercenaires et les sanctions pour les généraux vaincus, les finances, etc. Il est amené à prendre des décisions liées à la vie privée des individus, interdisant de boire de l'alcool aux magistrats ou interdisant l'usage du grec en 368.
Les généraux, nommés selon leurs compétences rendent compte de leurs actes devant cette assemblée qui a le dernier mot et peut les sanctionner lourdement. Bomilcar est ainsi condamné en 308 à la crucifixion pour avoir tenté de prendre le pouvoir au temps de l'expédition d'Agathocle de Syracuse. On ne sait toutefois pas si les suffètes sont élus par ces oligarques ou par l'ensemble du peuple. L'assemblée inclut les suffètes qui peuvent la convoquer et éventuellement la présider. Le Sénat peut, avec l'accord des suffètes, décider de toute affaire en discussion sans qu'il soit nécessaire de la soumettre à l'assemblée du peuple. En cas de désaccord, l'affaire est soumise à l'assemblée populaire.

### Conseil des Cent-Quatre
En outre, Aristote est le seul à mentionner un conseil restreint, les « Cent-Quatre » ou les « Cent », et les « pentarchies ». Ces institutions sont néanmoins mal connues. Les Cent-Quatre auraient été mis en place en 396 avec comme objectif d'être un tribunal pour les affaires politiques.
La première, sorte de « Haute Cour », a reçu, sur la base d'un texte de Justin, un rôle judiciaire et policier ; ce dernier évoque un tribunal aux attributions judiciaires particulières, composé de cent juges choisis parmi les sénateurs, à l'occasion d'un passage de généraux devant cette juridiction après une guerre, Il a été supposé que ce corps est une émanation du Sénat, un conseil restreint, dont les membres sont choisis selon Aristote par les pentarchies (corps de cinq magistrats qui se recrute « par cooptation ») « d'après le mérite ». Leur rôle aurait été de préparer les décisions et l'ordre du jour des séances. Ils auraient été inamovibles jusqu'aux bouleversements politiques décidés par Hannibal Barca lors de son activité comme suffète en 197-196.

### Autres institutions

#### Pentarchies
Aristote est le seul à évoquer les « pentarchies », qui se recrutaient par cooptation. Leurs compétences sont importantes et nombreuses mais non précisées, hormis le choix d'un magistrat suprême à la tête des « Cent ». Cet attachement au principe de collégialité est à lier aux sentiments « profondément démocratiques » des Carthaginois selon M'hamed Hassine Fantar, les tentations tyranniques étant brutalement réprimées. La collégialité seule permettait de limiter les risques liés aux ambitions personnelles

#### Commissions

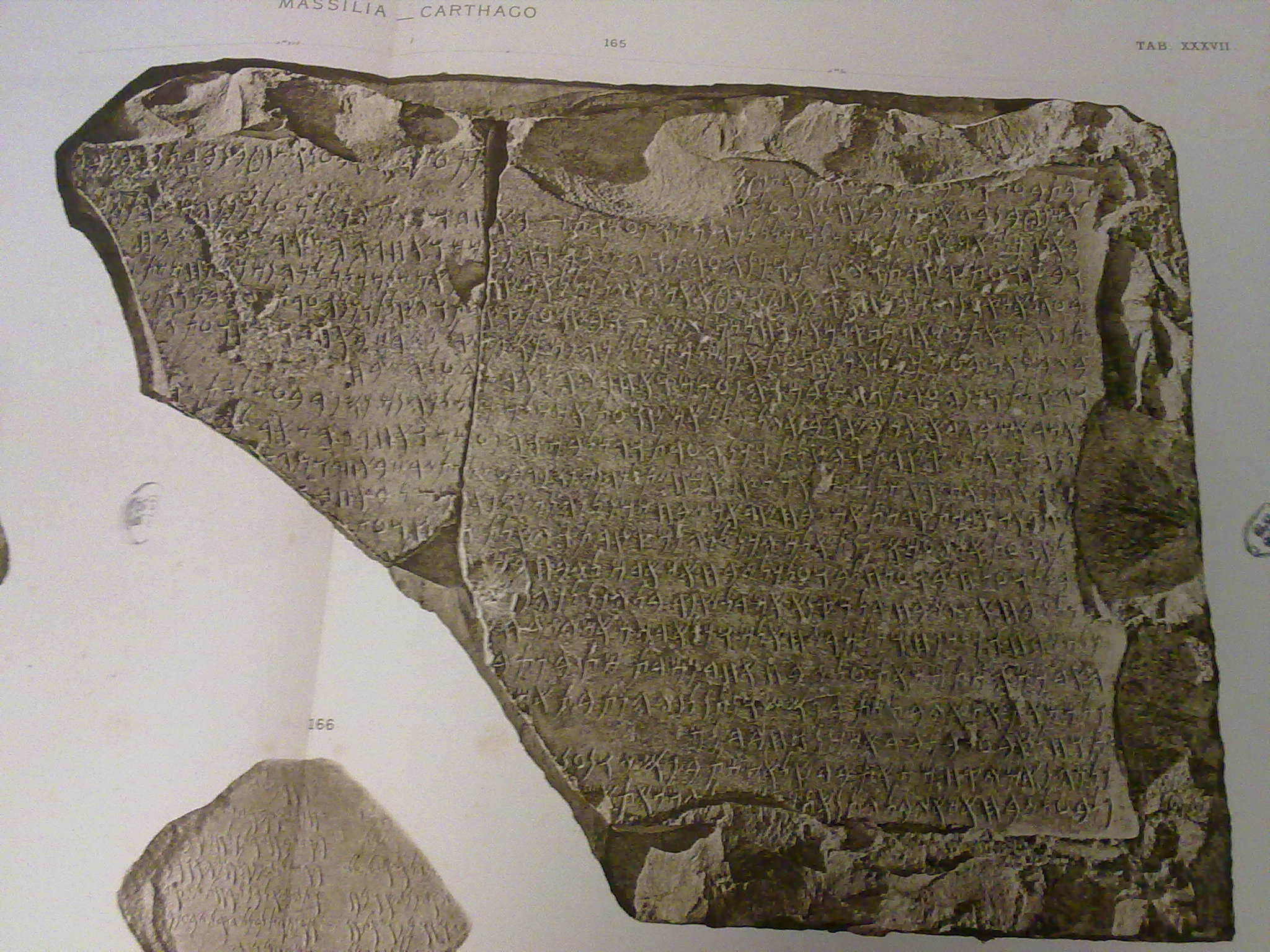
Le Tarif de Marseille, planche du la.

Polybe évoque en outre une commission de trente membres avec un but diplomatique en 203. L'épigraphie confirme pour sa part l'existence de diverses commissions spécialisées, en particulier religieuses, dans les « tarifs sacrificiels ». Le tarif dit de Marseille évoque « trente hommes préposés aux taxes » aux larges attributions financières. Par ailleurs, on connaît l'existence des « dix hommes préposés aux sanctuaires »,. James Germain Février a émis l'hypothèse d'un rapport entre les commissions et les « pentarchies », la première étant la réunion de six pentarchies, la seconde la réunion de deux.

#### Administration
Les sources primaires évoquent aussi des membres de l'administration punique, dont les rabs aux fonctions mal identifiées, mais qui devaient avoir un rôle hiérarchique. En outre des comptables et des inspecteurs sont recensés, ainsi que des fonctionnaires aux fonctions financières semblables aux questeurs romains. Les sources épigraphiques néo-puniques de Lepcis Magna évoquent des « inspecteurs des marchés ». Il y avait aussi des secrétaires ou scribes.

## Éléments démocratiques: Assemblée du peuple

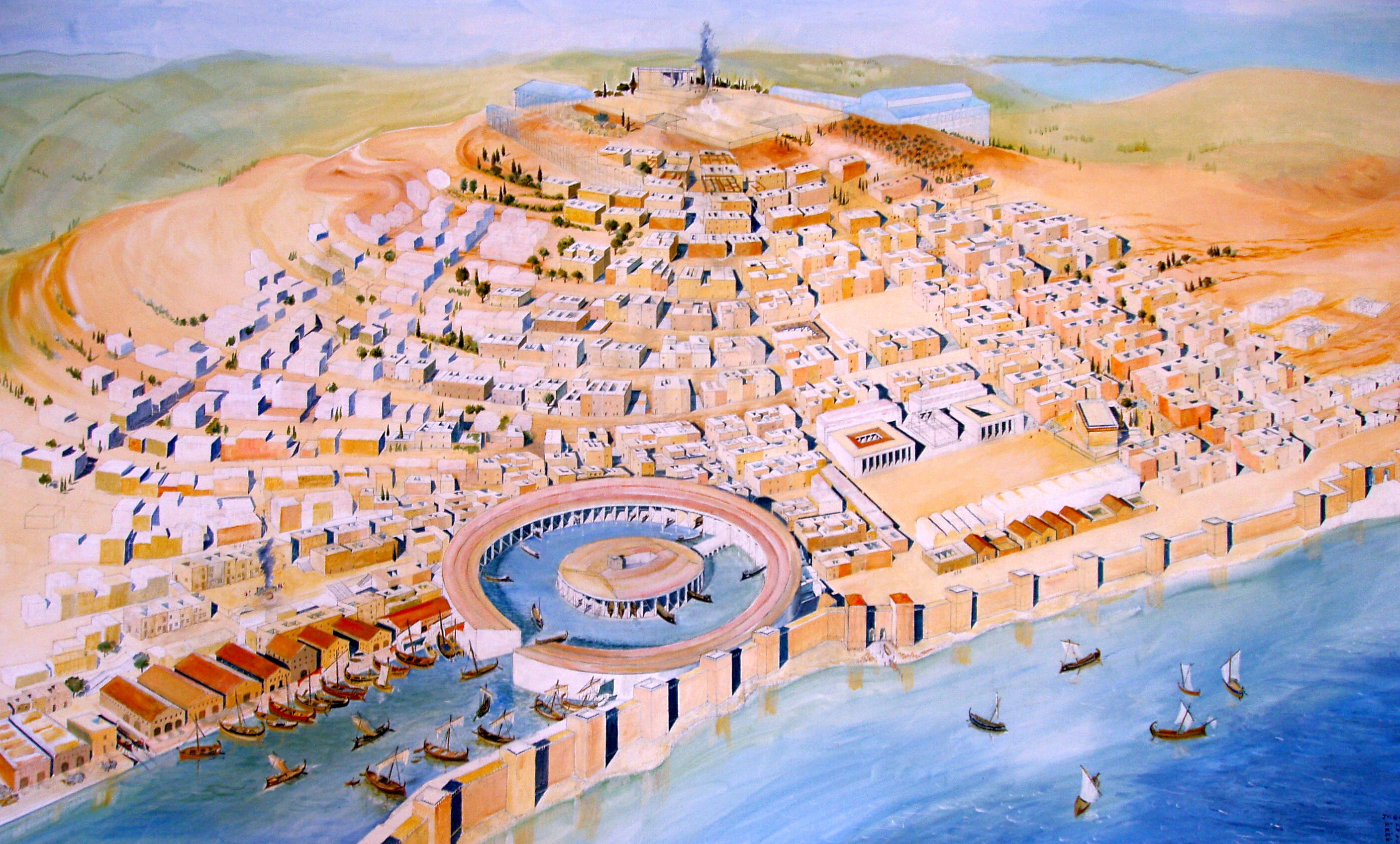
Représentation de la cité punique, l'agora est la vaste esplanade située à droite du port circulaire.

### Corps civique
Selon Strabon, la population de Carthage était de 700 000 habitants au moment de la chute de la cité en 146, même si ce chiffre est contesté par les chercheurs, pour une ville d'environ 300 hectares et une banlieue d'une superficie de 25 km2.
La population, composée d'une majorité de pauvres ou d'artisans et d'une minorité de marchands aisés, a son mot à dire dans les affaires de la cité, mais vraisemblablement les hommes uniquement. Les esclaves et les affranchis n'avaient pas de droits politiques ; en revanche certains étrangers obtiennent des droits civiques, en particulier à la suite de services rendus. Hannibal a ainsi promis la citoyenneté à ses soldats en cas de victoire.
Périodiquement, des citoyens sont envoyés dans les colonies, cette possibilité s'évanouissant avec la perte de l'empire après les deux premières guerres puniques. Certaines professions sont sans doute exclues de l'assemblée.

### Modalités de convocation
Le simple citoyen a des droits et des devoirs dans toutes les cités phéniciennes même si, dans l'état actuel des connaissances, il ne semble pas avoir disposé d'assemblée ailleurs que dans la capitale punique. Justin relate que l'assemblée du peuple a été convoquée au moment de la tentative de prise de pouvoir de Malchus au VIe siècle av. J.-C.,.
Une assemblée du peuple est citée dans le texte d'Aristote et on suppose que seuls les hommes libres y sont admis. Certaines sources, dont Diodore de Sicile, font état d'une réunion sur l'agora de la cité, à proximité du quartier des ports, encore que sa localisation précise soit inconnue, et seulement sur convocation des suffètes. De même, les historiens ont supposé que seuls les hommes possédant un certain cens peuvent y assister.
Les citoyens sont convoqués par les suffètes ou se réunissent lors d'événements dramatiques. Ils élisent les généraux selon François Decret à partir du IIIe siècle av. J.-C.

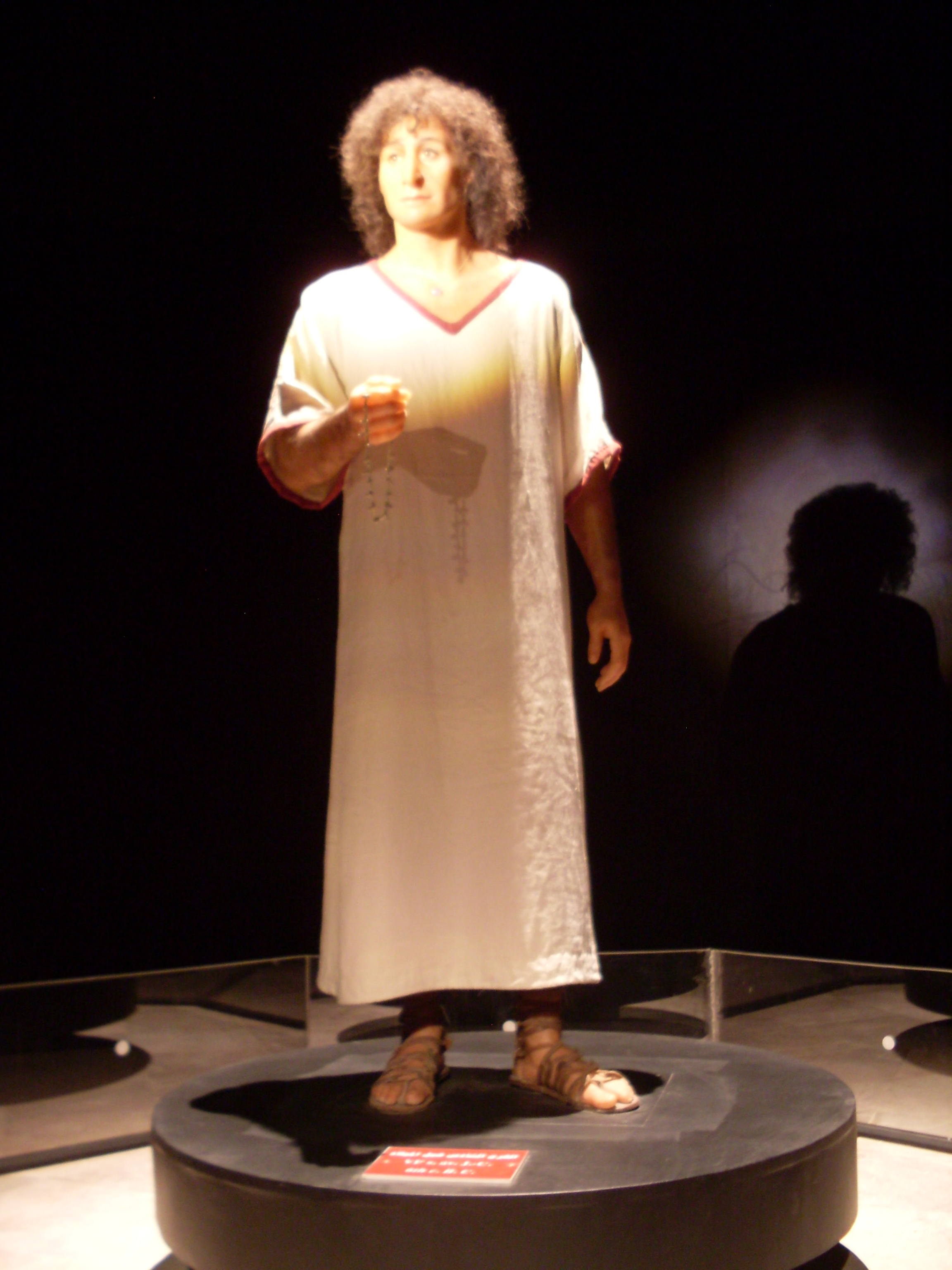
Le Jeune homme de Byrsa.

Certaines affaires sont évoquées devant cette assemblée en cas de désaccord entre les institutions de forme oligarchique, aussi en cas d'accord même si ces assertions ne sont étayées par aucune autre source que le texte d'Aristote. De même, ces institutions oligarchiques doivent être d'accord pour qu'une affaire soit portée devant l'assemblée. Les magistrats et les généraux sont par ailleurs élus par cette dernière.

### Un pouvoir croissant?
Si, pour Aristote, la masse populaire est un élément foncièrement perturbateur, le philosophe souligne la stabilité constitutionnelle qui est considérée comme un « effet du hasard ». Cet argument est valide également pour la période de l'histoire punique postérieure à l'auteur : le régime oligarchique carthaginois, régime fragile, n'a pu que traverser par hasard de graves périodes, en particulier au moment des guerres puniques.
Si l'on en croit Polybe, l'assemblée du peuple a accru son pouvoir durant les IIIe et IIe siècles av. J.-C., à l'époque des Barcides,, avec l'élection des généraux par l'assemblée et aussi sans doute l'élection des suffètes. Toutefois, le même auteur évoque une corruption largement pratiquée pour l'obtention des magistratures et des commandements militaires.

### Hétairies et syssities
Aristote évoque par ailleurs les hétairies, organisations politiques qui organisaient des syssities ou repas en commun. Ces organisations permettaient aux citoyens de choisir leurs représentants dans l'assemblée selon divers critères d'âge, de fortune et d'expérience. Ces organisations semblent avoir joué un rôle politique, en particulier comme soutien à Hannon le Grand.
Les grandes incertitudes ne permettent finalement pas de déterminer quel était le degré de démocratie dans l'ancienne Carthage, la place du citoyen étant inconnue. Il n'y avait pas à Carthage de service militaire, l'armée étant composée de mercenaires, même si les sources évoquent une farouche défense au moment de la troisième guerre punique.

### Sources anciennes
- Appien, Libyca (lire en ligne).
- Aristote (trad. J. Barthélémy-Saint Hilaire), Politique (lire en ligne).
- Diodore de Sicile (trad. Ferd. Hoefer), Bibliothèque historique (lire en ligne).
- Hérodote (trad. P.-H. Larcher), Histoires (lire en ligne).
- Justin (trad. Jules Pierrot), Epitomé Historiarum Philippicarum (lire en ligne).
- Polybe (trad. Pierre Waltz), Histoire (lire en ligne).
- Sénèque (trad. M. Charpentier et F. Lemaistre), De tranquillitate animi (lire en ligne).
- Tite-Live (trad. M. Nisard), Ab Urbe condita (lire en ligne).

### Travaux contemporains
- Amadasi Guzzo, Carthage, Paris, Presses universitaires de France, coll. « Que sais-je ? » (no 340), 2007, 127 p. (ISBN 978-2-13-053962-9). .
- Azedine Beschaouch, La légende de Carthage, Paris, Éditions Gallimard, coll. « Découvertes Gallimard / Archéologie » (no 172), 1993, 176 p. (ISBN 978-2-07-053212-4). .
- François Decret, Carthage ou l'empire de la mer, Paris, Éditions du Seuil, coll. « Points / Histoire » (no 30), 1977, 251 p. (ISBN 978-2-02-004712-8). .
- Hédi Dridi, Carthage et le monde punique, Paris, Les Belles Lettres, coll. « Guide Belles lettres des civilisations » (no 21), 2006, 287 p. (ISBN 978-2-251-41033-3). .
- M'hamed Hassine Fantar, Carthage : la cité punique, Paris, CNRS Éditions, coll. « Patrimoine de la Méditerranée », 1995, 127 p. (ISBN 978-2-271-05191-2). .
- M'hamed Hassine Fantar, Carthage : approche d'une civilisation, Tunis, Alif, 1993, 762 p. (BNF 37017850).
- Michel Gras, Pierre Rouillard et Javier Teixidor, L'Univers phénicien, Paris, Arthaud, 1989, 283 p. (ISBN 978-2-7003-0732-0).
- Stéphane Gsell, Histoire ancienne de l'Afrique du Nord, vol. 2 : Jules César et l'Afrique, fin des royaumes indigènes, Osnabrück, Otto Zeller, 1972, 306 p. (BNF 37385831, lire en ligne).
- Serge Lancel, Carthage, Paris, Fayard, 1995, 525 p. (ISBN 978-2-213-02838-5). .
- Edward Lipinski (dir.), Dictionnaire de la civilisation phénicienne et punique, Turnhout, Brepols, 1992, 502 p. (ISBN 978-2-503-50033-1).
- Maurice Sznycer, « Carthage et la civilisation punique », dans Claude Nicolet, Rome et la conquête du monde méditerranéen : genèse d'un empire, Paris, Presses universitaires de France, coll. « Nouvelle Clio » (no 8 bis), 1989, 2e éd., 470 p. (ISBN 978-2-13-043913-4). .
- Hédi Slim (photogr. Nicolas Fauqué), La Tunisie antique : de Hannibal à Saint-Augustin, Paris, Mengès, 2001, 359 p. (ISBN 978-2-85620-421-4).